# Catânia
Catânia (em italiano e siciliano Catania) é uma comuna italiana da região da Sicília, província de Catania, com cerca de 315 576 habitantes e é a segunda maior cidade da Sicília após a capital Palermo. Era conhecida como Catana no período romano.

## Geografia
Localiza-se no leste da ilha, junto ao monte Etna, e foi fundada no século VIII a.C. por colonos calcídicos. Estende-se por uma área de 180 km², tendo uma densidade populacional de 1703 hab/km². Faz fronteira com Aci Castello, Belpasso, Carlentini (SR), Gravina di Catania, Lentini (SR), Mascalucia, Misterbianco, Motta Sant'Anastasia, San Gregorio di Catania, San Pietro Clarenza, Sant'Agata li Battiati, Tremestieri Etneo. Uma vida noturna movimentadíssima nos fins de semana, com muita gente bonita nas ruas. Com belíssimos "palazzi" e igrejas barrocas enegrecidos pela fuligem do Etna, iluminados à noite a por luminárias de época, instaladas nas fachadas, a meia altura o que confere um especial charme às construções e ruas. Santa Ágata é a padroeira e o símbolo da cidade é o elefante. Segundo a lenda, elefantes de pedra eram colocados nas portas da cidade para assustarem os invasores e o único que teria restado seria aquele colocado na "Fontana dell'Elefante" defronte ao "Palazzo dei Chierici".

## Demografia
Catânia é a maior cidade não capital regional da Itália. Isto é: entre todas as cidades que não são capitais de suas regiões, Catânia é a maior delas.
| Variação demográfica do município entre 1861 e 2011                               |
|                                                                                   |
| Fonte: Istituto Nazionale di Statistica (ISTAT) - Elaboração gráfica da Wikipedia |

A população da cidade caiu um pouco mais de 20% em relação ao ano de 1971,  e por ano, perde em média 2 mil habitantes (0,7% da população datada no último censo).

## Galeria

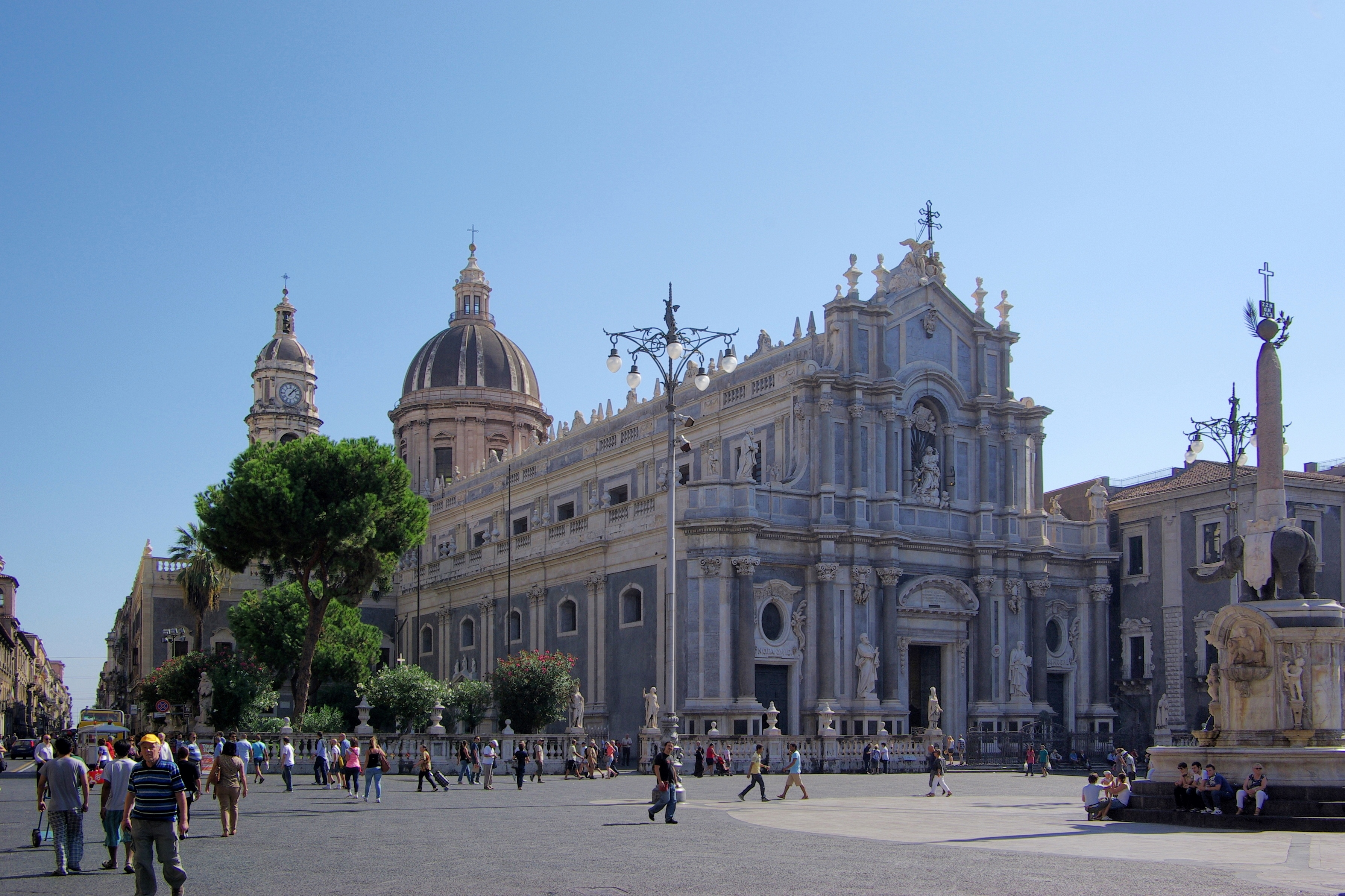
Duomo di Sant'Agata
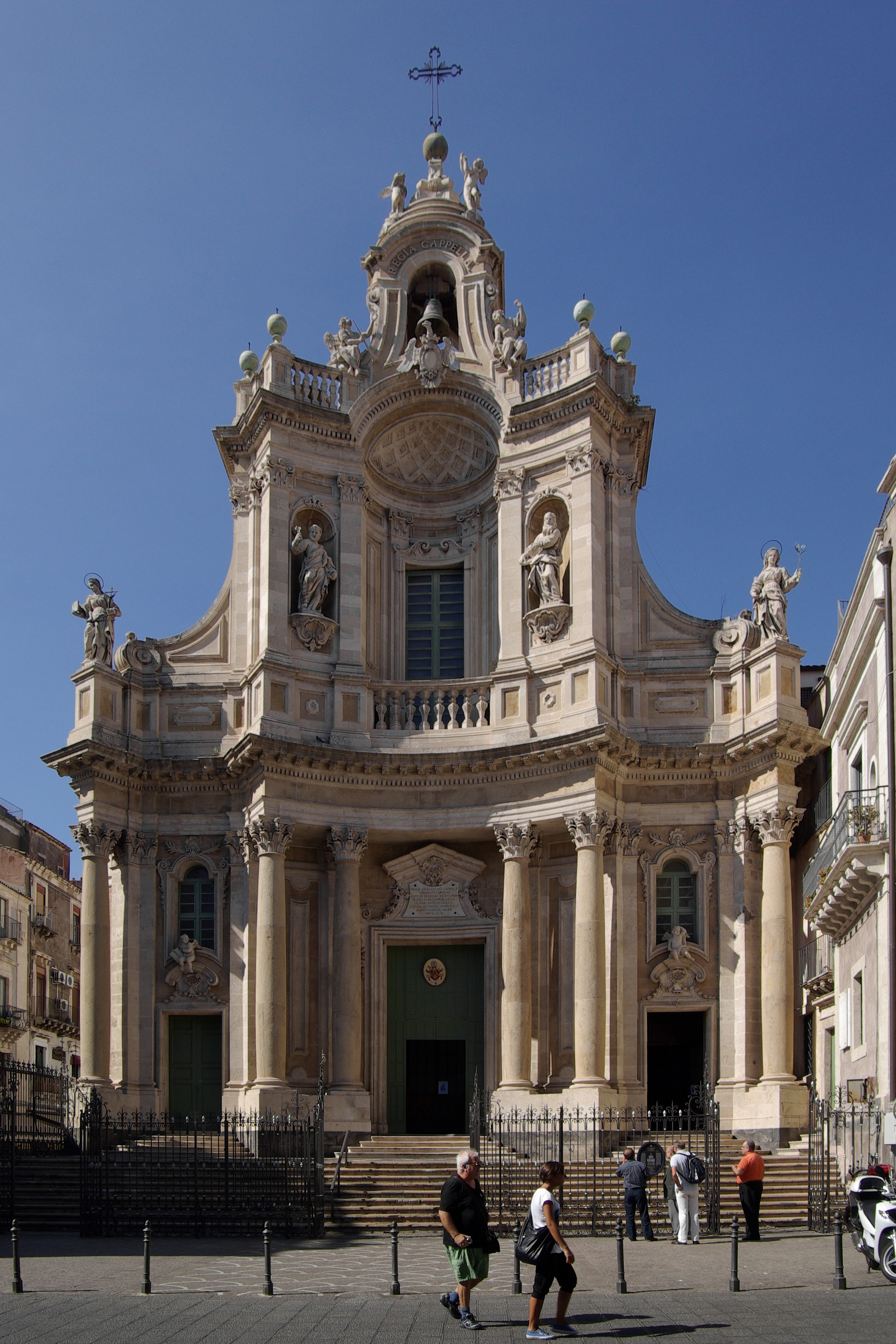
Colegiada de Santa Maria da Esmola - Collegiata di Santa Maria dell'Elemosina
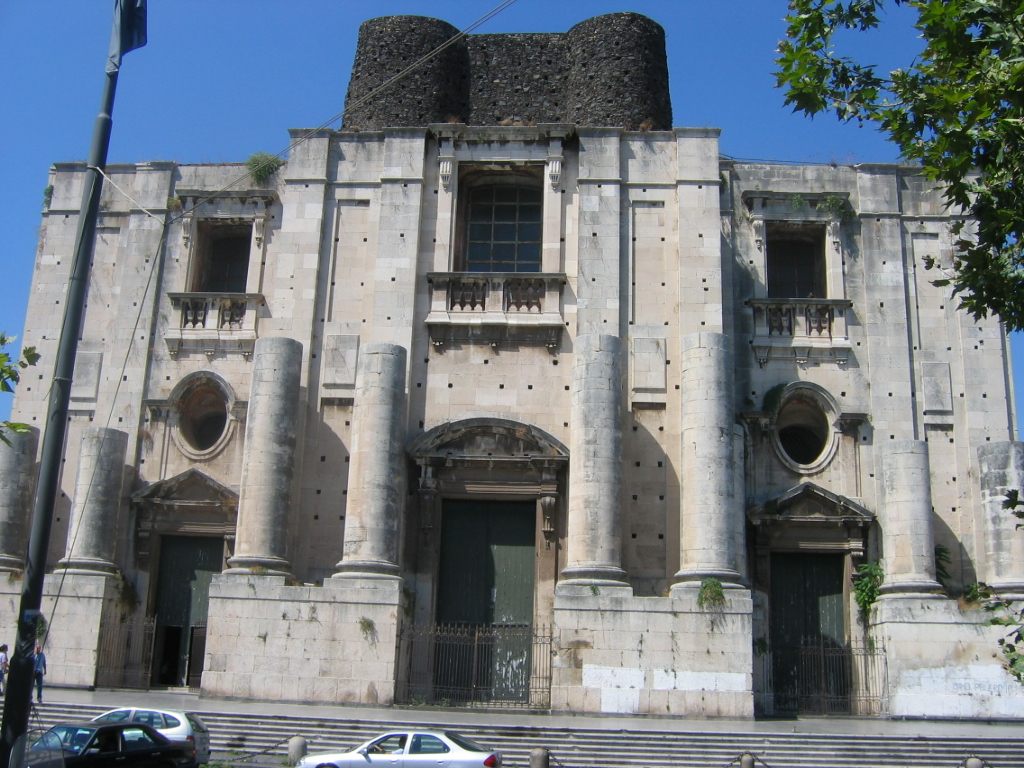
Basilica di San Nicola l'Arena
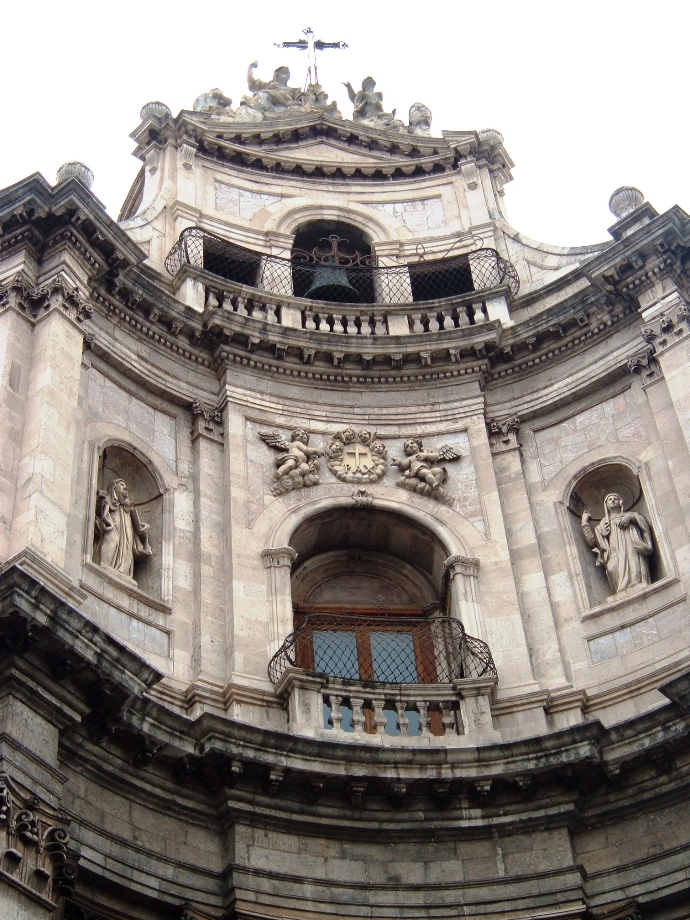
São Plácido -San Placido
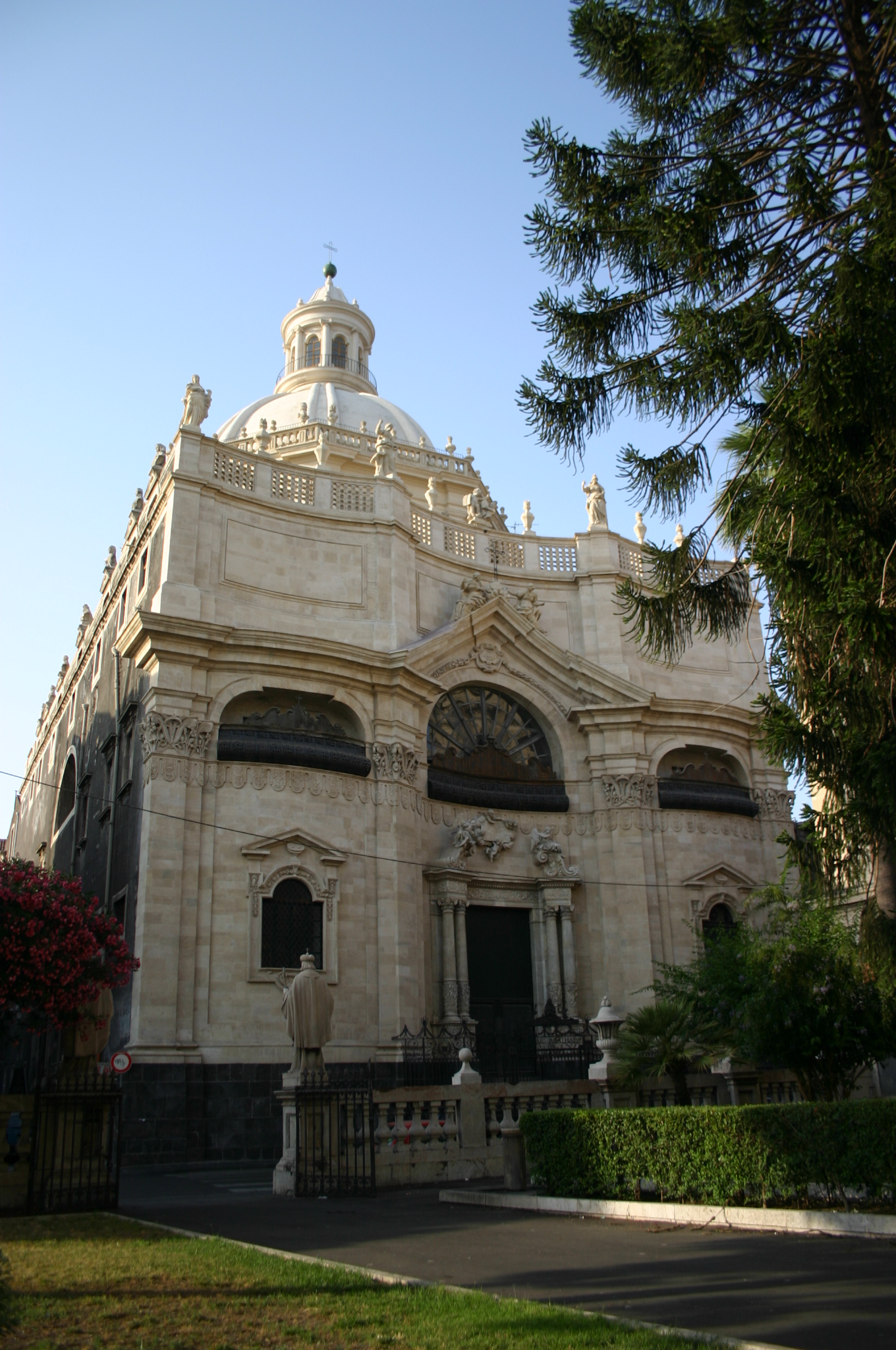
Badìa di Sant'Agata
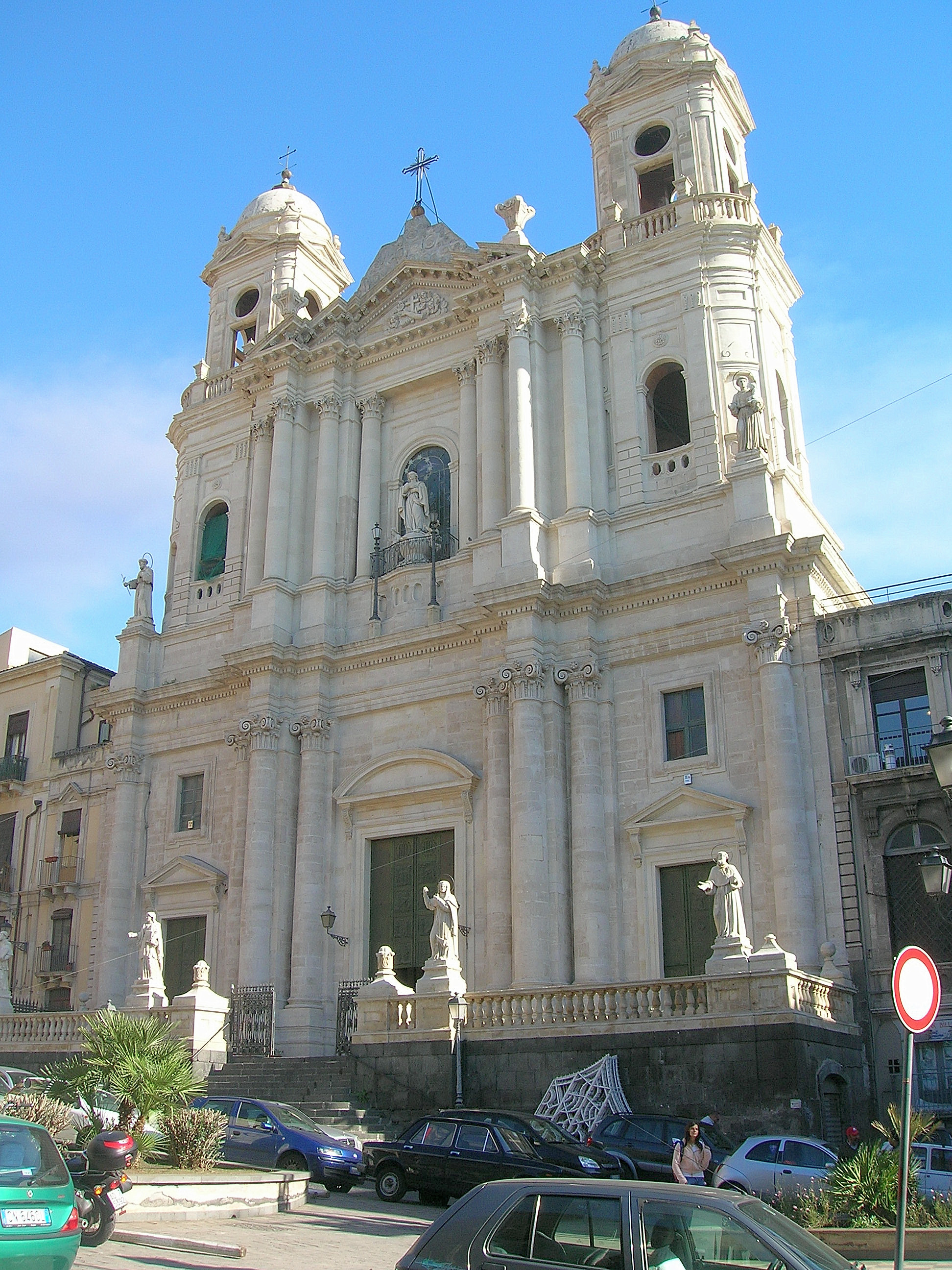
San Francesco d'Assisi all'Immacolata
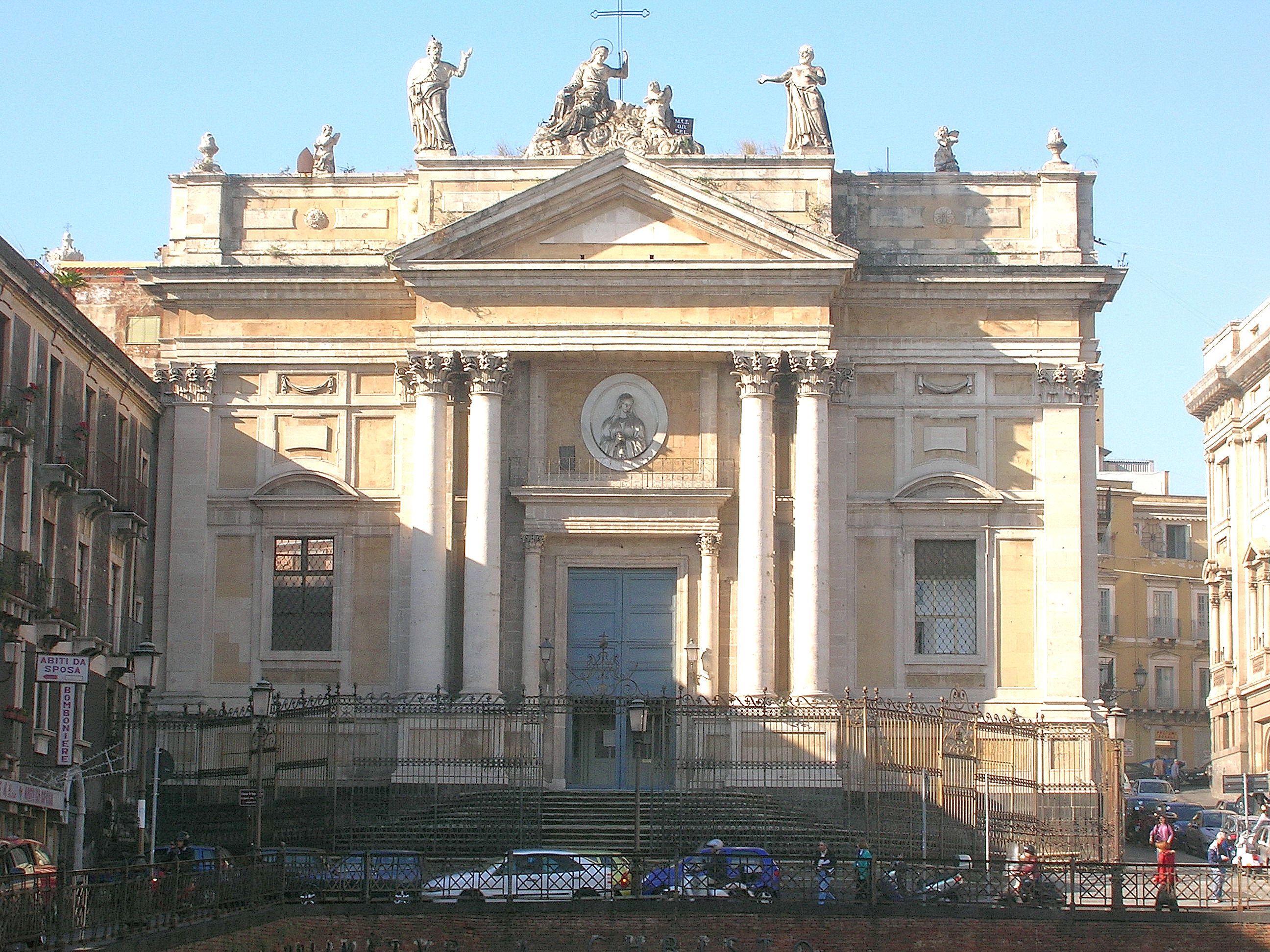
Santa Águeda da Fornalha - Sant'Agata alla Fornace - San Biagio
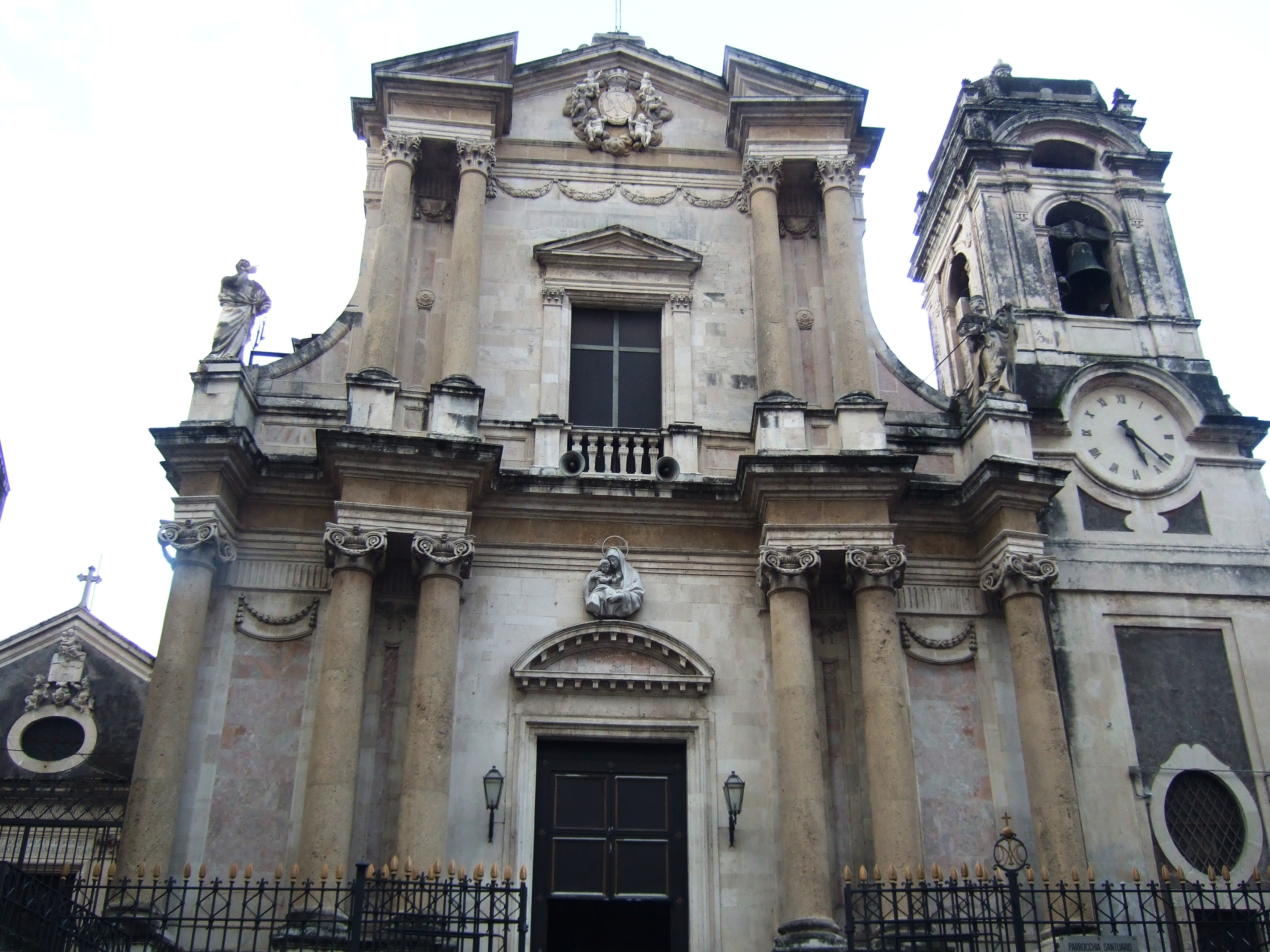
Santa Maria dell'Aiuto
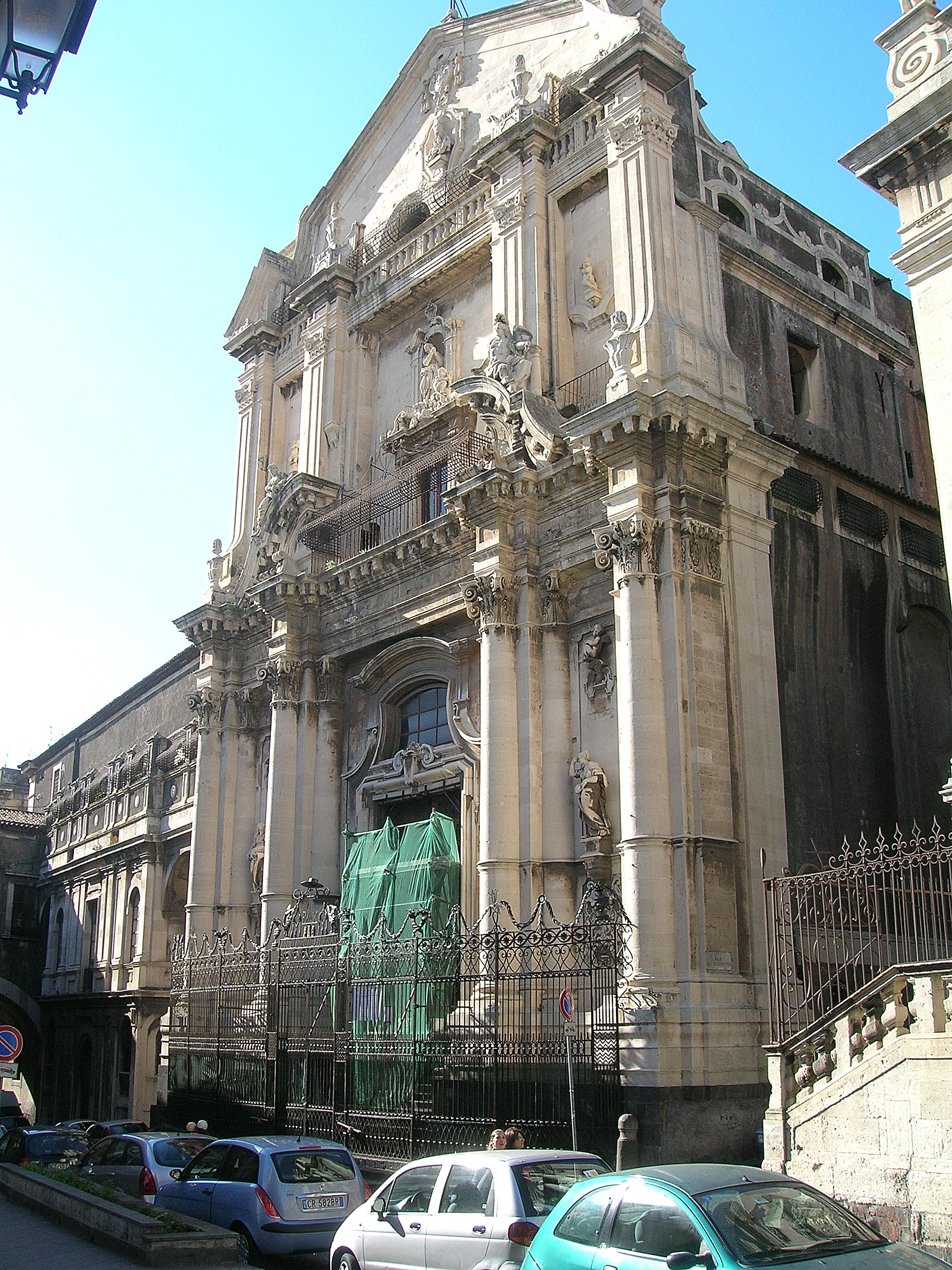
San Benedetto da Norcia
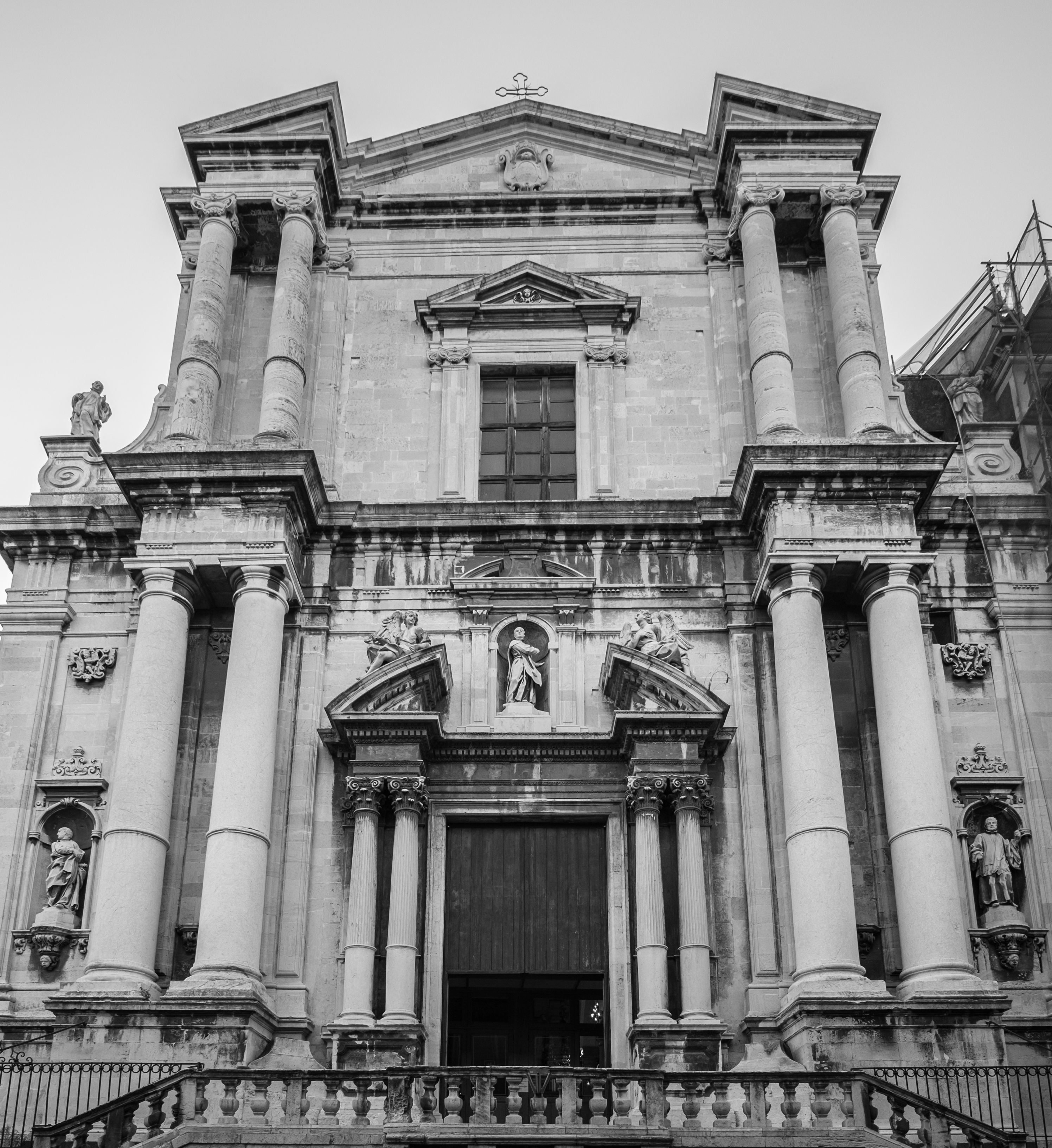
San Francesco Borgia
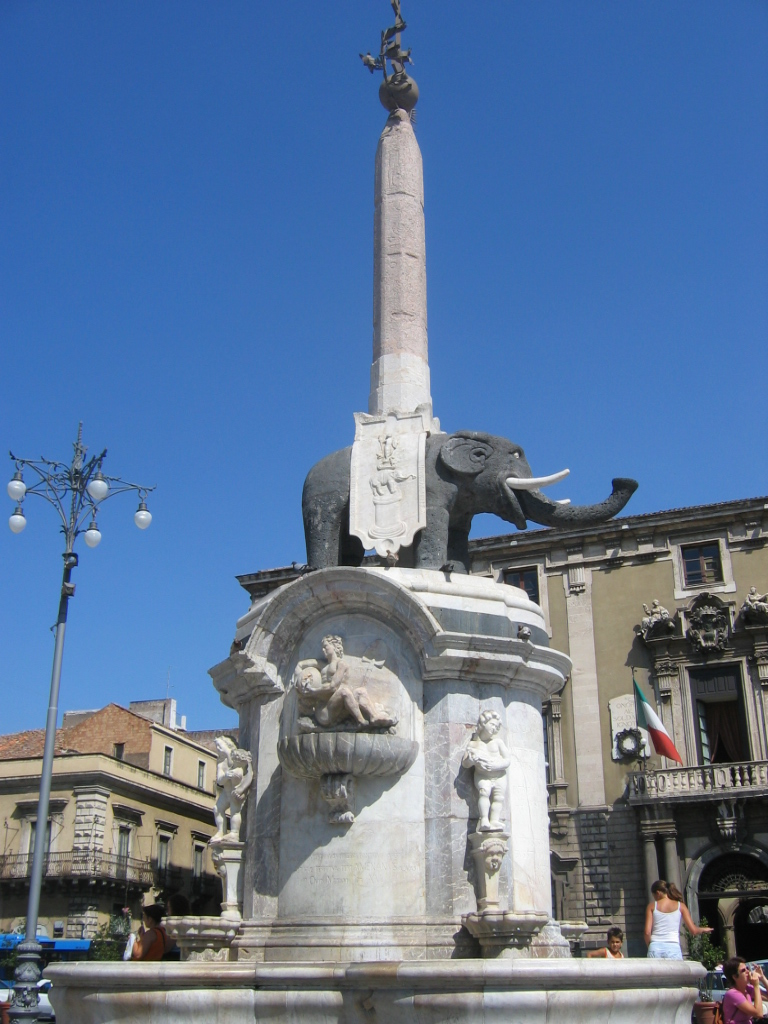
Fontana dell'Elefante
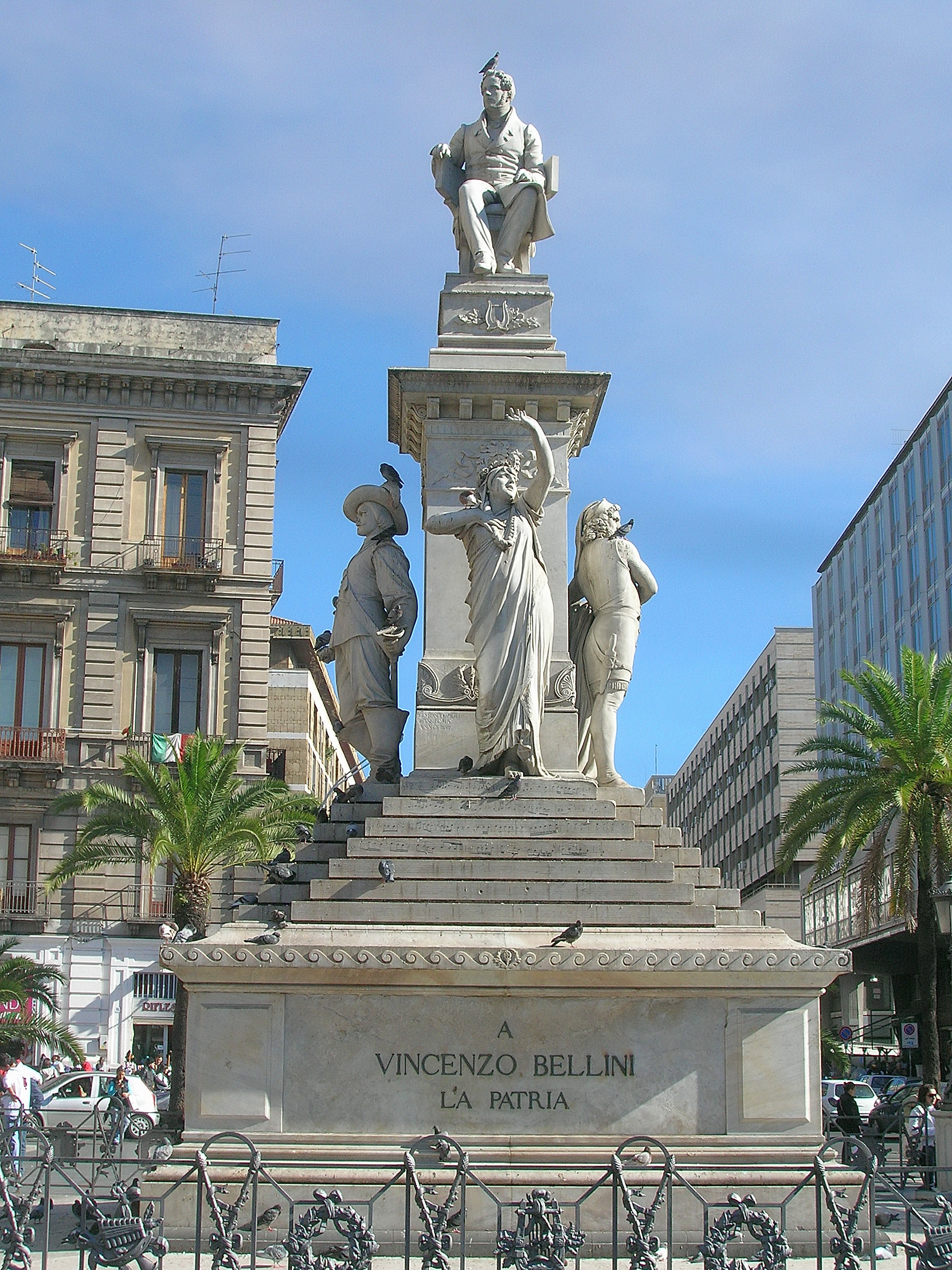
Monumento a Vincenzo Bellini